# 奧城·西岸

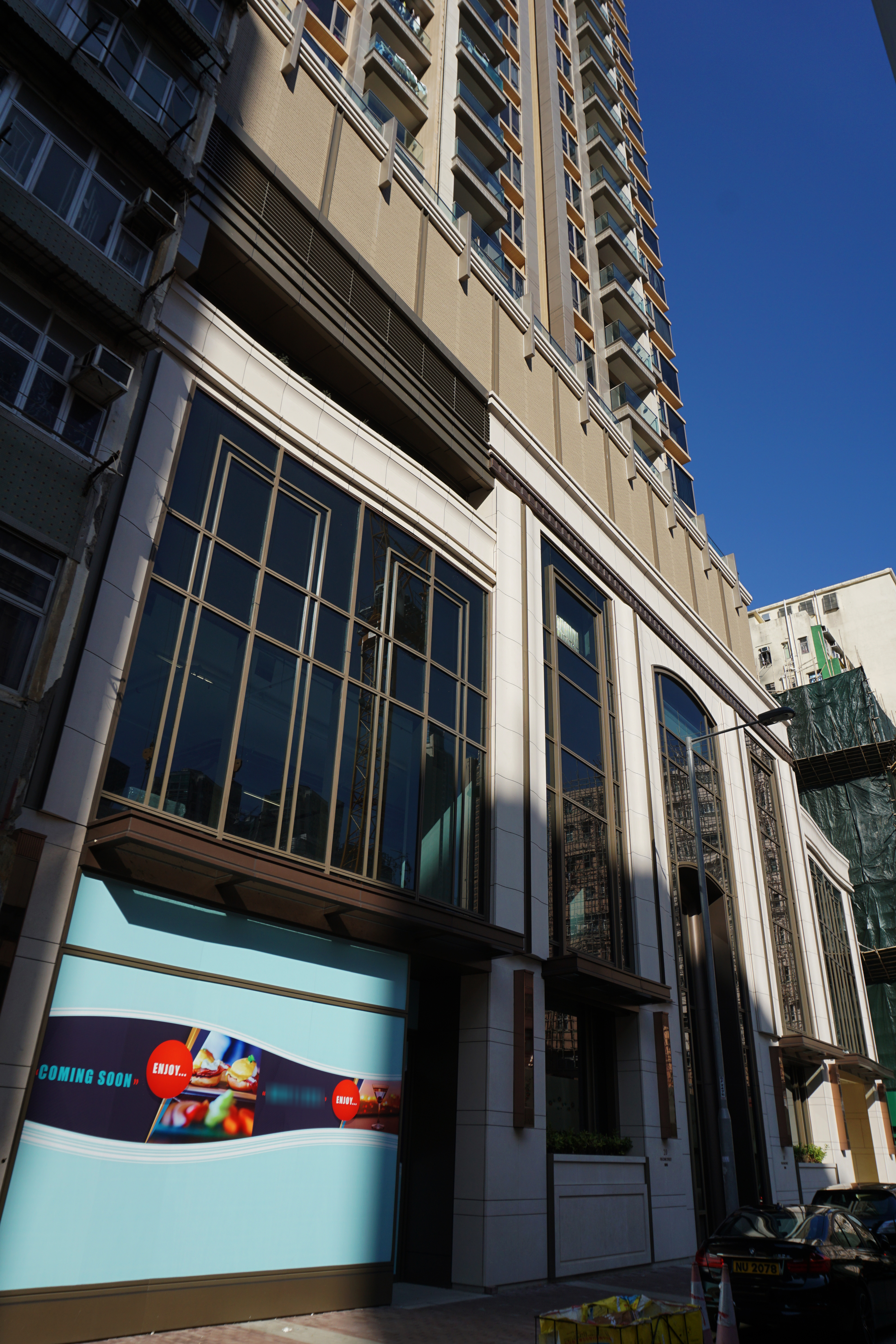
奧城·西岸基座

奧城·西岸（英語：Upper West），位於香港九龍大角咀福澤街18號，是九龍建業發展的住宅項目，物業為單棟式設計，共提供104個單位，面積由300多方呎至1000餘方呎。項目設超長樓花期，2013年2月開售，2016年4月入伙 。

## 設施
會所位於3樓，面積約7,700方呎，提供20多項設施，包括戶外泳池、健身室、卡拉OK遊樂室及宴會廳等。

## 鄰近
位處32號校網（區內名校包括九龍華仁書院、拔萃女書院等）
- 南昌公園
- 奧運站
- 旺角站
- 大同新邨
- 匯豐中心
- 新九龍廣場
- 君匯港

## 圖像

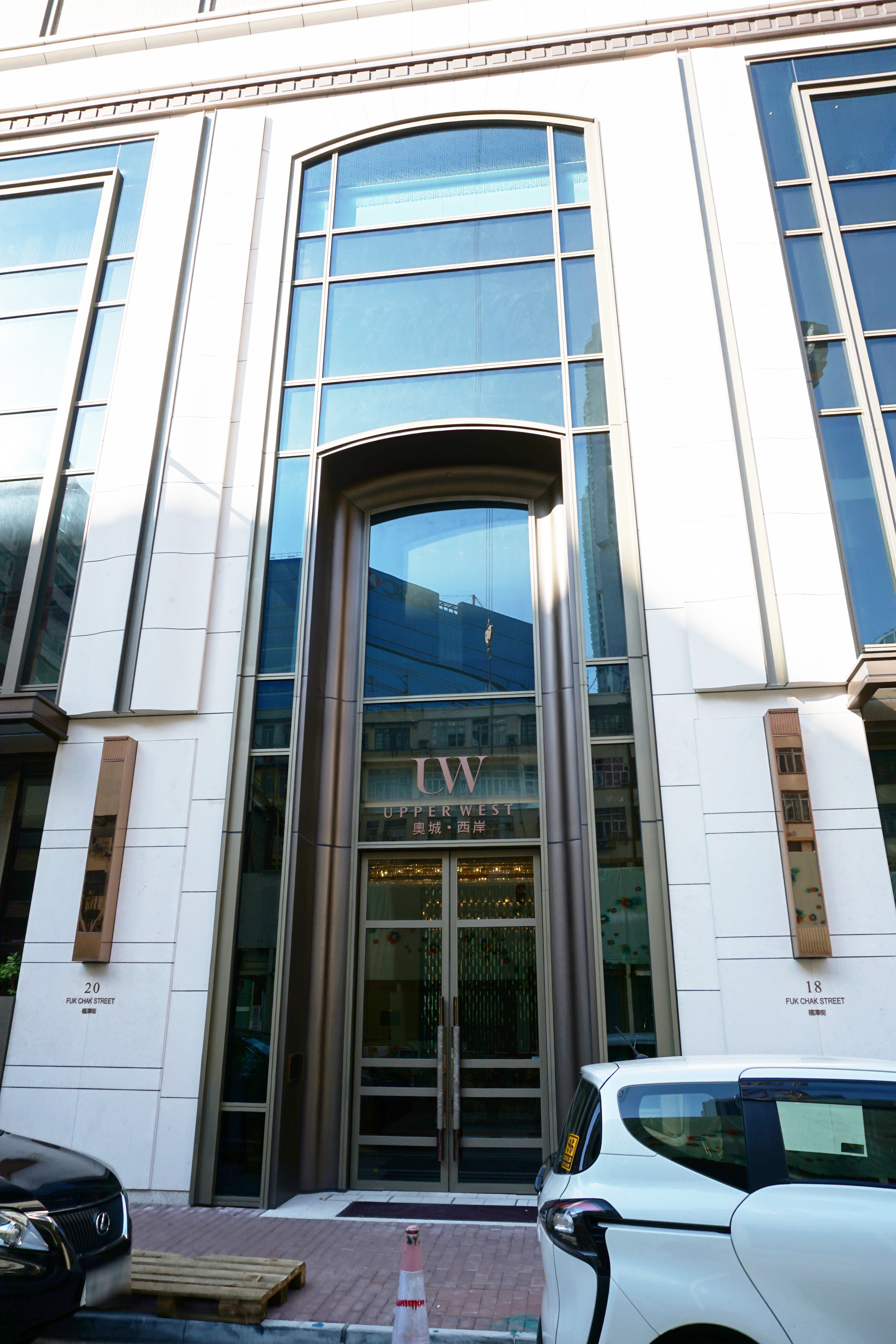
住戶出入口
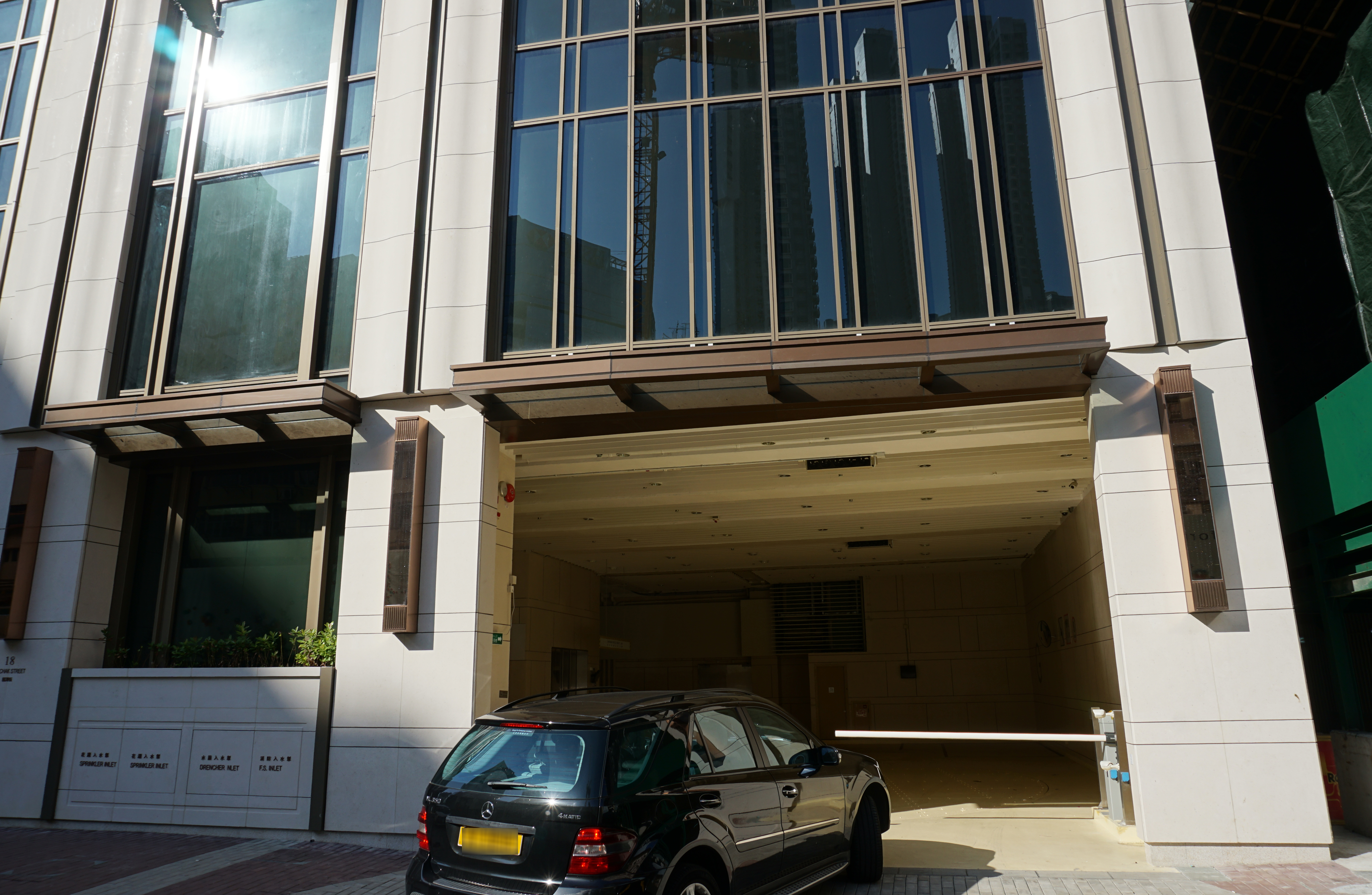
停車場出入口
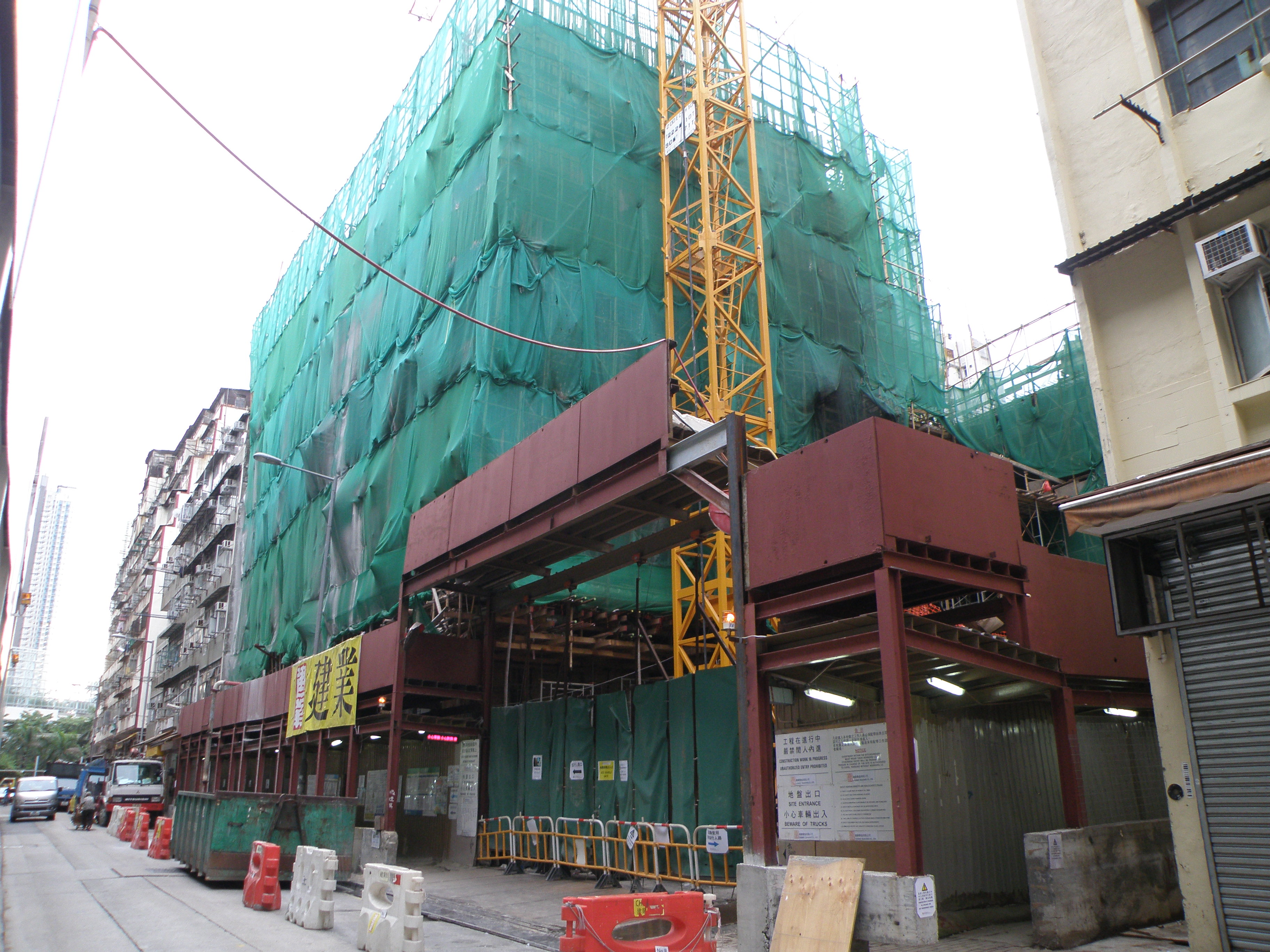
興建中，2014年8月
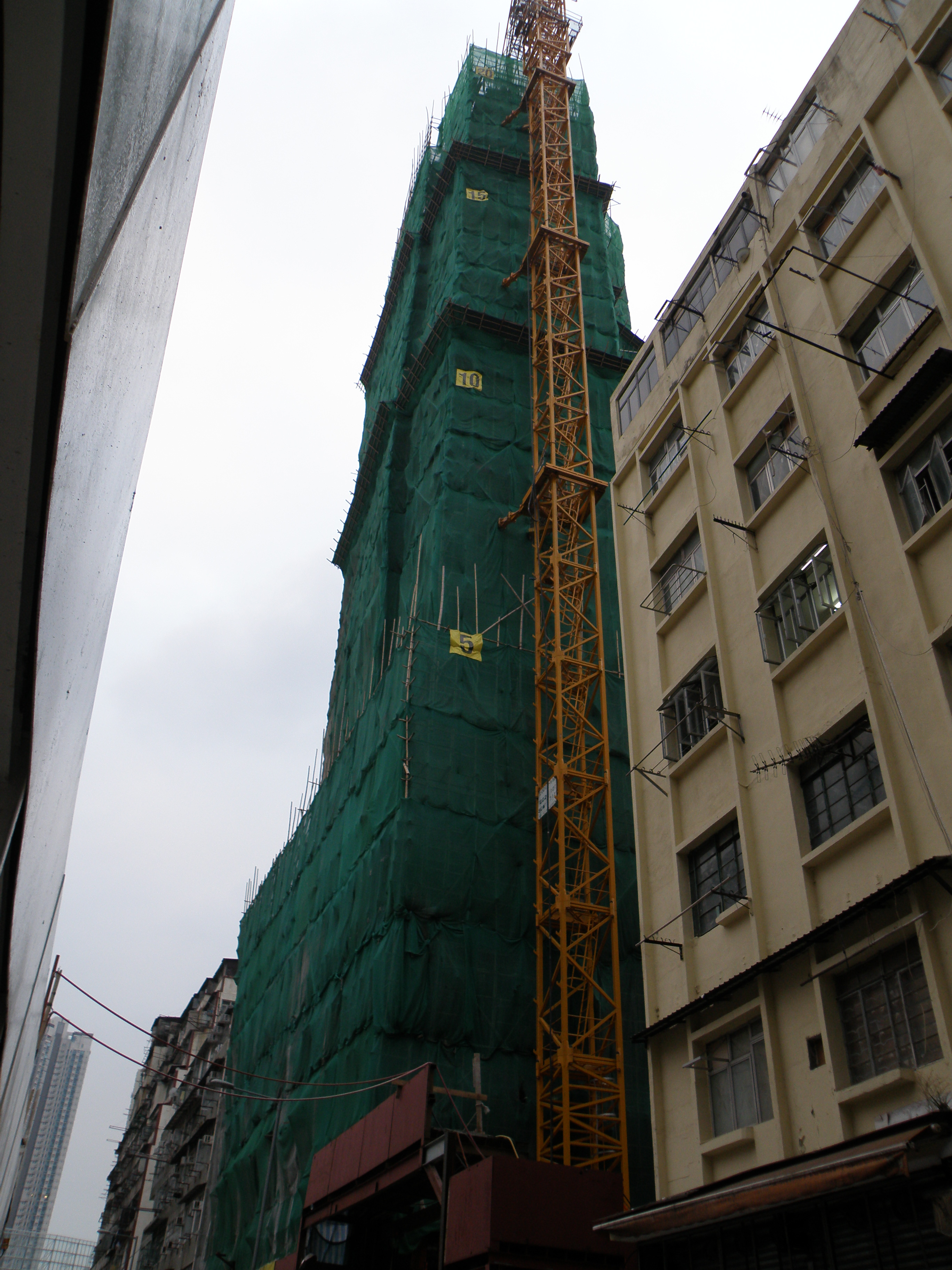
興建中，2014年11月
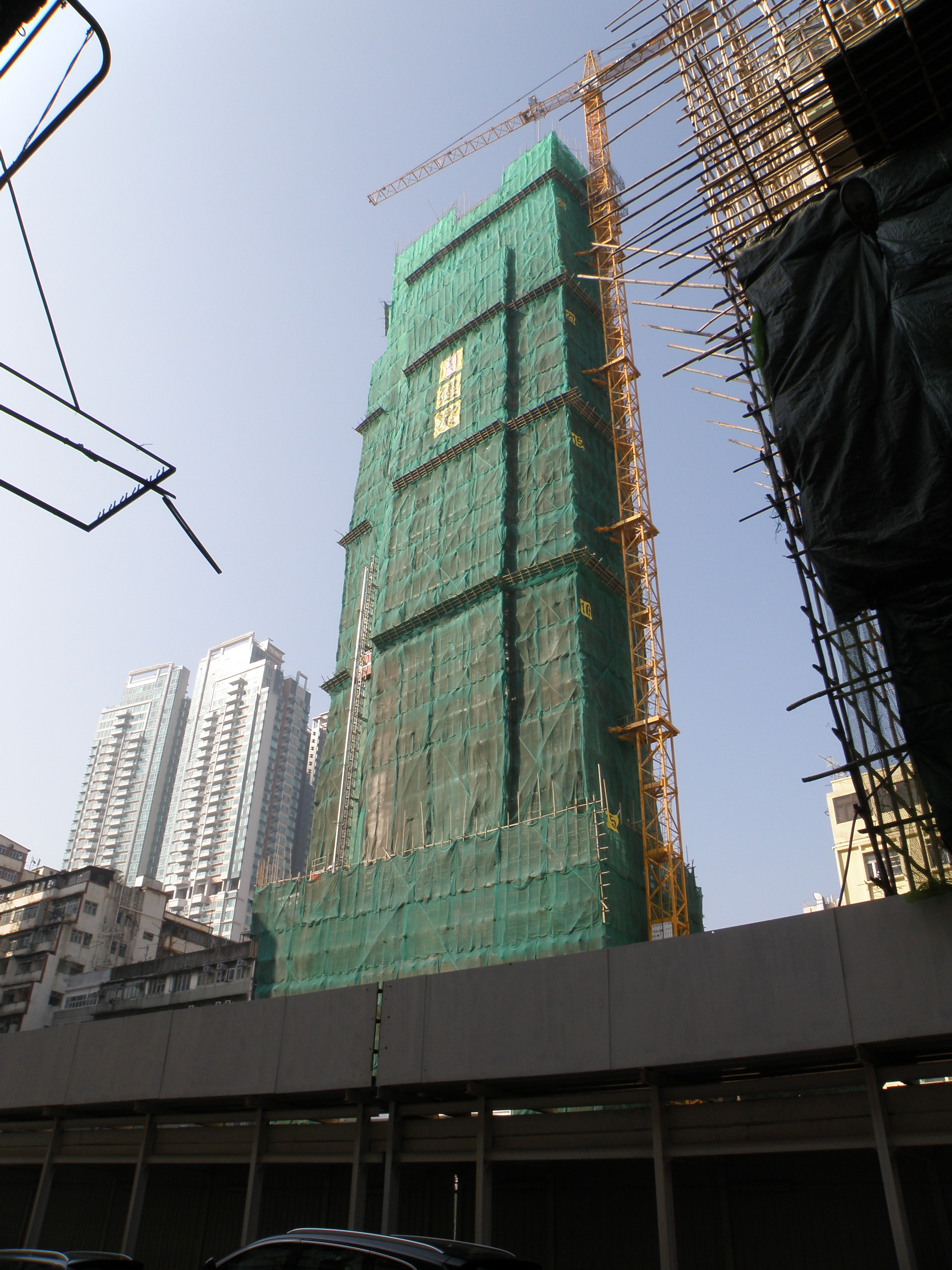
興建中，2015年1月
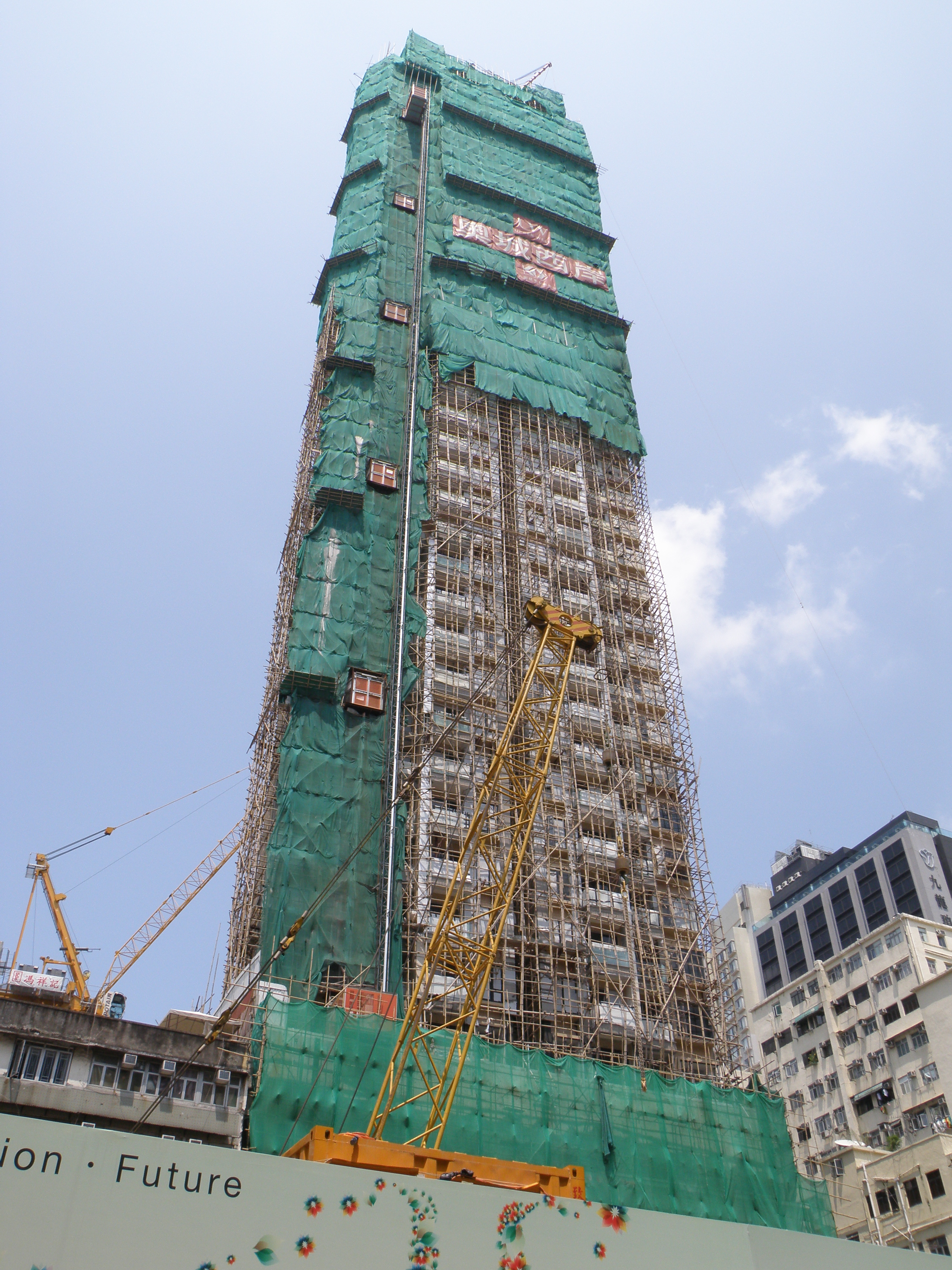
興建中，2015年9月